# Queer as Folk (САЩ и Канада)
Вижте пояснителната страница за други значения на Queer as Folk.
„Queer as Folk“ е американо-канадски телевизионен сериен филм състоящ се от 83 епизода в общо пет сезона (2000 – 2005). Базиран е на оригиналния британски сериал, който е със същото заглавие, състоящ се от 10 епизода в общо два сезона.

## Сюжет и персонажи
Сериалът разказва за живота на група приятели с хомосексуална ориентация, както и за хората свързани с тях. Сюжетът на сериала повдига завесата за трудния, сложен, но и красив свят на хомосексуалните. Този свят разкриват главните герои Браян Кини (Брай), Джъстин Тейлър (Слънчице), Майкъл Новотни (Майки), Емет Хъникът (Ем), Теодор Шмит (Тед, Теди), Линдзи Питърсън (Линдз), Мелани Маркъс (Мел) и второстепенните Дебора Новотни (Деб, Деби), Виктор Граси (Вик), Дженифър Тейлър, Гас, Трейси, Дафни (Даф), Дейвид Камерън, Блейк Уизеки, Кристофър Хобс (Крис), Бенджамин Брокнър (Бен), Леда, Джордж Шикел (Джорджи), Карл Хорват, Итън Голд, Хънтър, Дру Бойд, Джим Щокуел, Лорета Пай, както и няколко комикс герои капитан Астро, Рейдж (гняв).
Култова гей сцена, която се запечатва в сърцата на хората е танца между Браян Кини и Джъстин Тейлър – изпълнен с много чувственост и любов върху песента на групата „Дрифтърс“ „Запази последния танц за мен“.

## Места от сюжета
Интересни места, където се развива част от филма запомнящи се от зрителя са: улицата „Либерти авеню“, където е съсредоточен целия гей живот, гей клуб дискотеката „Вавилон“ известна с хубавите си тематични партита, грандиозни шоута, музика и танци и с тъмните помещения за правене на групов секс, закусвалнята „Либерти“ най-популярното и колоритно място посещавано от всички денонощно – не само за хапване и пийване, но и за социални контакти – интересни разговори, нови запознанства, срещи с приятели, обямна на информация, пикантни клюки, гей бара „При Уди“, където хомосексуалните разпускат на хубава музика, напитка, приказки и билярд, а понякога и на музикално-артисична гей програма, колежа „Сейнт Джеймс“, супермаркета „Голямото Кю“, магазина за комикси.

## Информация за заснемането
Сериалът е заснет в Торонто, Онтарио, Канада въпреки че действието се развива в Питсбърг, Пенсилвания, САЩ. Някои от изпълнителите на ролите са американци, а други канадци, въпреки че героите изцяло са американци. Респективно и екипа по реализирането на филма е смесен от американци и канадци. Отличният краен резултат на сериала се дължи на това, че различните серии по него са реализирани от различни сценаристи, оператори и режисьори всеки оставяйки собствени гледна точка и почерк.

## Факти за актьорите
Много интересен факт е, че само актьорите Ранди Харисън (Джъстин Тейлър) и Питър Пейдж (Емет Хъникът) са с хомосексуална ориентация, а в сериала има много горещи сексуални, еротични и любовни еднополови сцени. Друг интересен факт е, че за актьора Гейл Харолд (Браян Кини), това е първата филмова роля. Той е тридесетгодишен и стартира много успешно кариерата си на тази възраст.

## Музика
Музикалния фон на сериала е изграден от популярни песни и музикални произведения на Куин, Мадона, Дрифтърс, Глория Гейнор, АББА и много други.
Музиката от филма е издадена в няколко саундтракове: първи сезон – един компакт диск (2001), втори сезон – един компакт диск (2002), трети сезон – два компакт диска (2003), четвърти сезон – един компакт диск (2004), пети сезон – един компакт диск (2005), клубна музика – два компакт диска (2005).

## Книга
През 2003 година е издадена и книга за телевизионния сериал, със същото заглавие включваща интервюта, представяния, факти по заснемането и реализирането.

## Влияние в света
Сериалът оказва огромно влияние по света и гей общностите започват да се борят за правата си – бракове, съжителство, осиновяване на деца. Много от актьорите подкрепят и застават зад гей организациите.

## Влияние в България
В България писателят Тодор Пейчев впечатлен и вдъхновен от този сериал изказва още на първата страница в книгата си „Душата ми плаче за теб“ специалните си благодарности към създателите му и участниците в него.
Сериалът не е излъчван в България въпреки голямата си популярност по света. Поради тази причина филма няма официално преведено българско заглавие.